# Polypterus senegalus
El bichir de Senegal (Polypterus senegalus) es un pez del género Polypterus, también denominado bichir gris o de Cuvier. Es llamado erróneamente "anguila dinosaurio" por la dureza de sus escamas, aunque no se trata de una anguila.

## Apariencia
Posee una morfología alargada con una aleta dorsal que recorre su cuerpo para continuarse con la aleta caudal. Las aletas pectorales se encuentran bajo las aberturas braquiales y constituyen su principal mecanismo de locomoción. Su tamaño alcanza 35,5 centímetros.
La cabeza es pequeña, con cabeza semejante a la de un herpeto (Reptil/Anfibio), situándose ambos ojos a cada lado de la boca. debido a su pobre visión, el bichir caza principalmente mediante el olfato. Sus orificios nasales externos sobresalen de su nariz.
El pez posee un par de pulmones primitivos en vez de vejiga natatoria, permitiéndole inspirar aire de la superficie. Puede sobrevivir indefinidamente fuera del agua siempre que se mantenga húmedo.
La piel del bichir sirve como protección.

## Subespecies
Se cree que hay tres especies de Polypterus senegalus:
- P. senegalus senegalus de un color gris y marrón a oliva en la superficie dorsal, con la superficie dorsal blanqueada. A diferencia de los adultos, los ejemplares jóvenes poseen tres bandas horizontales. La mandíbula superior es ligeramente más pequeña que la inferior. De 8 a 11 pínulas dorsales. Alcanza 50 centímetros en estado salvaje, 25 en cautividad.
- P. senegalus meridionalis: posee una coloración uniforme de gris verdoso. De 9 a 10 pínulas dorsales. Las mandíbula poseen la misma longitud. En estado salvaje alcanza 71 centímetros y en cautividad 35.

La tercera especie aún no posee nombre.

## Cautividad

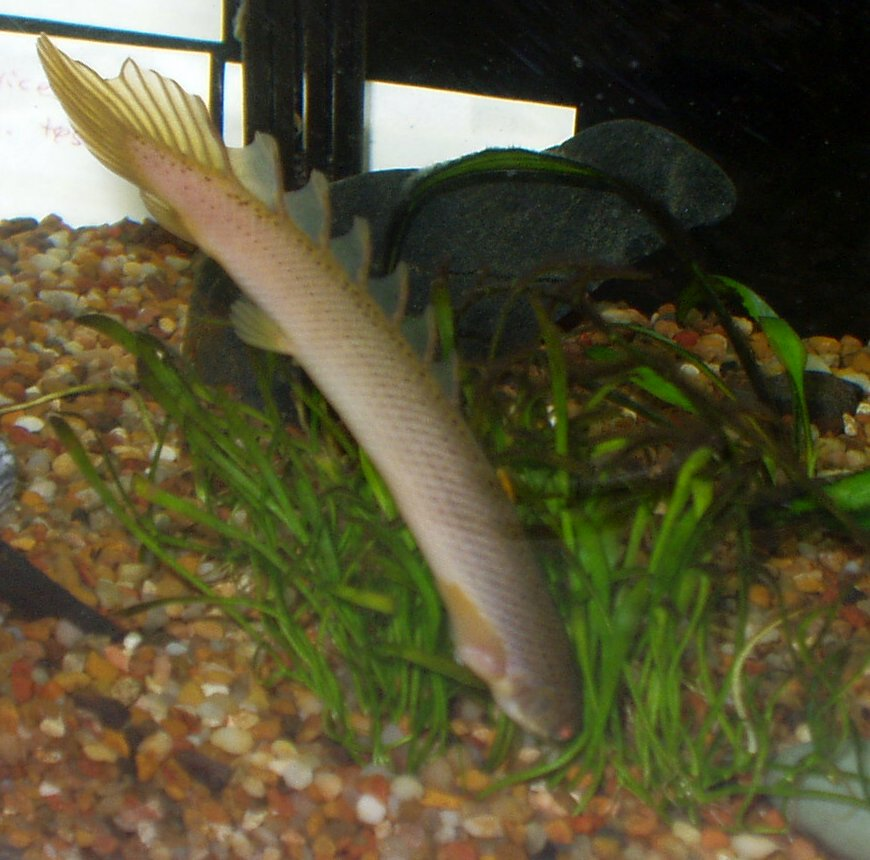
P. senegalus senegalus

Los bichires son depredadores que en cautividad acabará con cualquier animal, vivo o muerto, que pueda ingerir o despedazar para consumir posteriormente. El único aspecto que impide al bichir eliminar al resto de peces más pequeños de un acuario es su velocidad; las aletas pectorales no le permiten nadar a gran velocidad, y aunque puede impulsarse rápidamente, no puede cazar a un pez a una velocidad promedio. En este ámbito, no es recomendable que permanezca con peces menores a 8 centímetros.
Para los bichires, no importa la altura del acuario, sino la superficie de la base. Debido al tamaño que alcanzan, deberían permanecer en una pecera de más de 190 litros. Este no debe llenarse completamente de agua para que pueda respirar aire de la superficie. Si el acuario no está debidamente cerrado, puede escapar y sobrevivir hasta que se seque y muera.
Por otra parte, pueden tomar alimentos secos como larvas de mosquitos congeladas o lombrices de tierra. Es conveniente lavarlos por si han tenido contacto con pesticidas.